# Leuven Bears
Leuven Bears, fino al 2009 Basket Groot Leuven, è una società cestistica di Lovanio, in Belgio, fondata nel 1999.
Gioca nel massimo campionato belga.
Disputano le partite interne nella SportOase, che ha una capacità di 3.400 spettatori.

## Palmarès
- Coppa del Belgio: 1

2005

## Cestisti
- Ian Hanavan 2004-2007